# Кан Юний Нигер
Кан Юний Нигер (лат. Kanus Iunius Niger) — римский политический деятель первой половины II века.
Его отец носил такое же имя и был легатом пропретором Верхней Германии между 116 и 118 годом. В 138 году Нигер занимал должность ординарного консула вместе с Гаем Помпонием Камерином. Больше о нём ничего неизвестно.